# МАЗ-5551

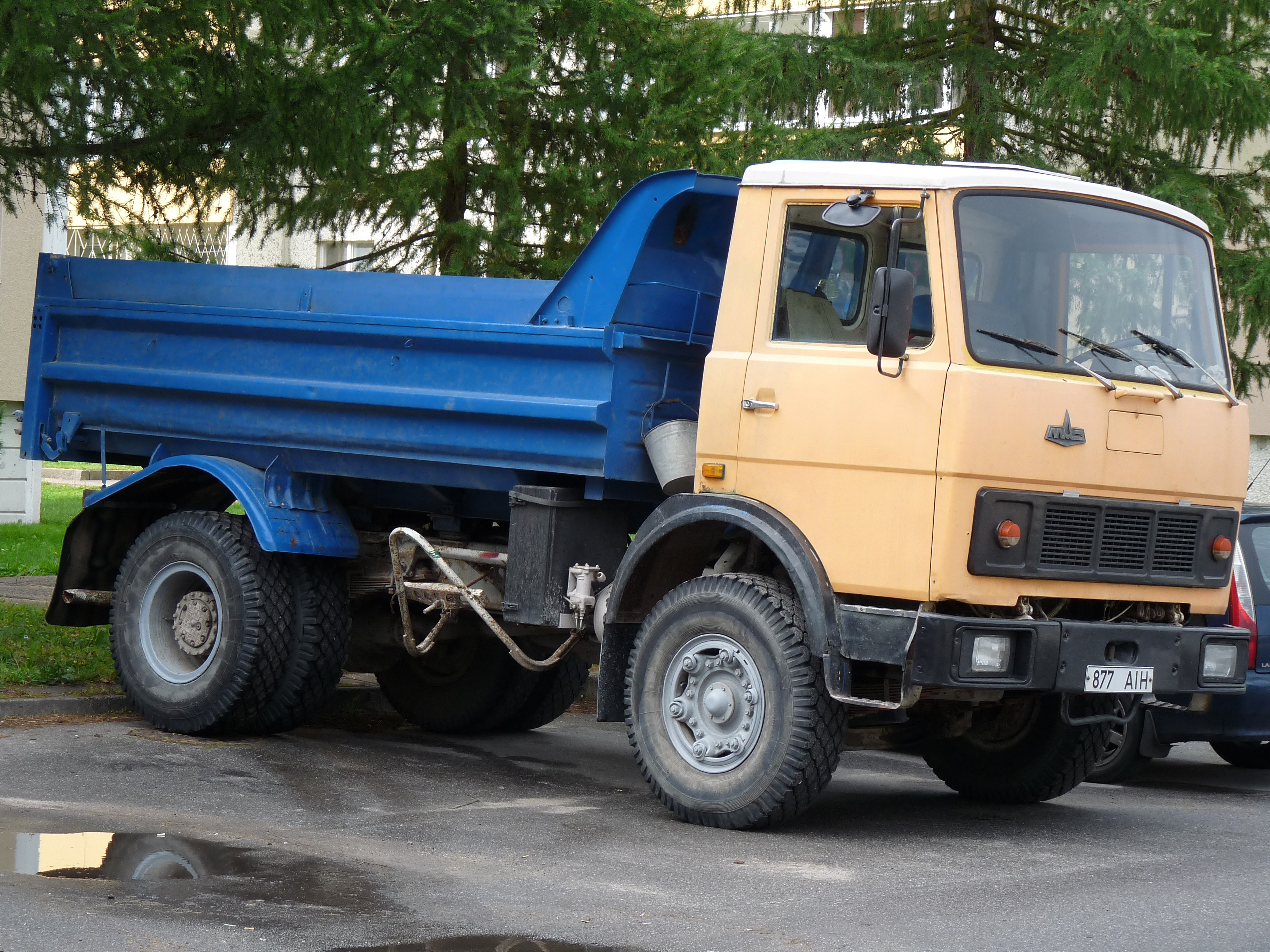
МАЗ-5551 (1985-2003)

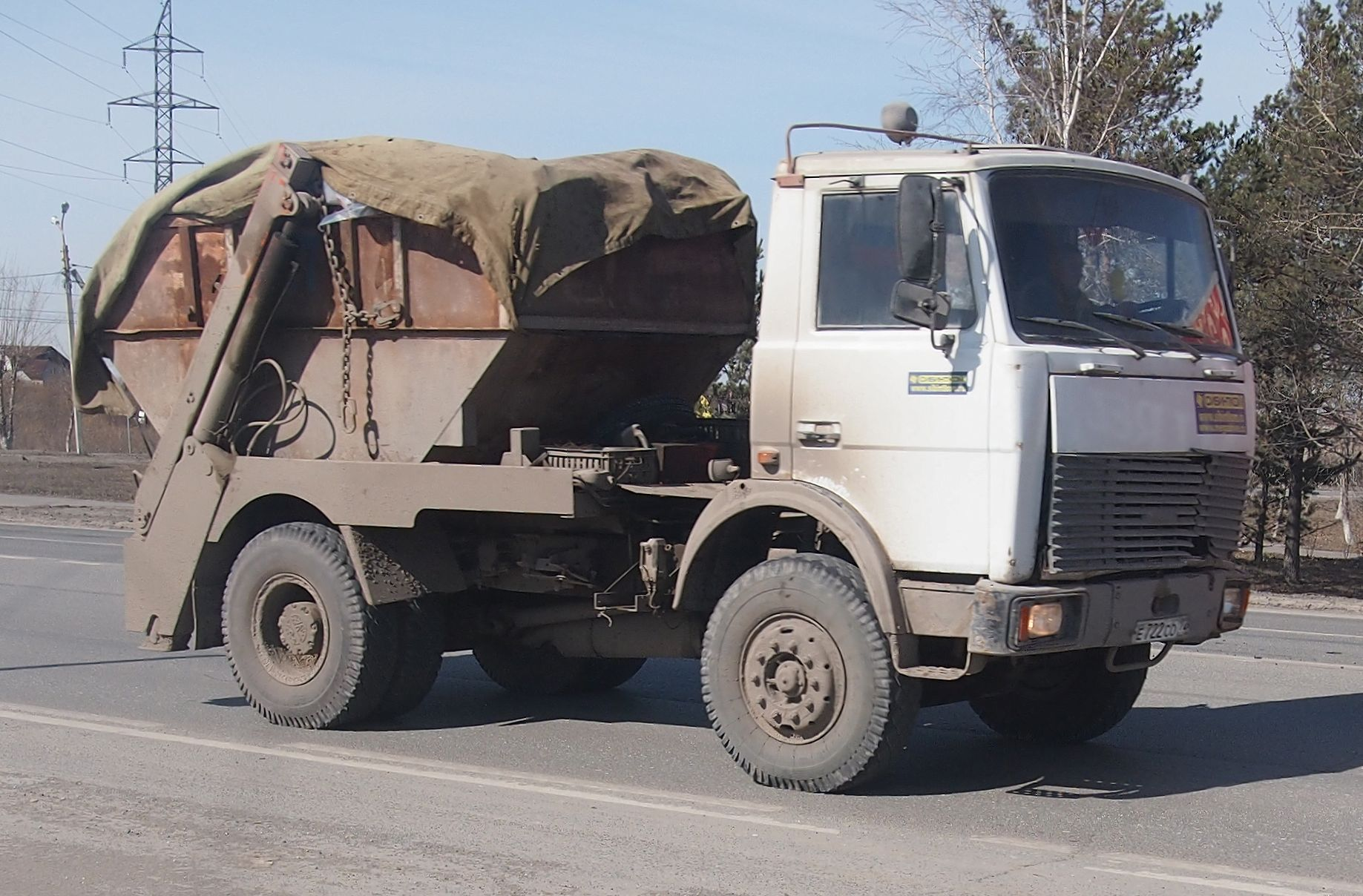
Шасі МАЗ-5551

МАЗ-5551 — самоскид з колісною формулою 4х2 вантажопідйомністю 9 т, що випускається Мінським автозаводом з 1985 року на базі агрегатів і вузлів МАЗ-53371. Кузов - суцільнометалевий з заднім бортом, що автоматично відкривається і закривається, розвантаження - назад. На МАЗ-5551 передбачений обігрів днища кузова відпрацьованими газами двигуна. Кабіна - двомісна, відкидається вперед (на МАЗ-5551 гідроциліндром з ручним приводом гідронасоса). 
Модифікація - МАЗ-555101 виконання ХЛ для роботи в холодному кліматі при температурі до мінус 60°С. 
Допускається експлуатація МАЗ-5551 з причепом-самоскидом повною масою 10000 кг.
МАЗ-5551 з'явився також і в версії шасі для монтажу різноманітного обладнання.
В 2003 році модель отримала нову кабіну.
Автомобілі комплектуються двигуном ЯМЗ-236М2 об'ємом 11,15 л потужністю 180 к.с. або ЯМЗ-236НЕ2/ЯМЗ-6563.10Е3 потужністю 230 к.с.